# تامی شانکس
تامی شانکس (انگلیسی: Tommy Shanks؛ ۳۰ مارس ۱۸۸۰ – مارس ۱۹۱۹ (۳۸−۳۹ سال)) بازیکن فوتبال اهل جمهوری ایرلند بود.
از باشگاه‌هایی که در آن بازی کرده‌است می‌توان به باشگاه فوتبال آرسنال، باشگاه فوتبال لستر سیتی، باشگاه فوتبال دربی کانتی، باشگاه فوتبال برنتفورد، باشگاه فوتبال لیتون اورینت، باشگاه فوتبال یورک سیتی، و باشگاه فوتبال برنتفورد اشاره کرد.
وی همچنین در تیم ملی فوتبال ایرلند بازی کرده‌است.